# Nordhessen

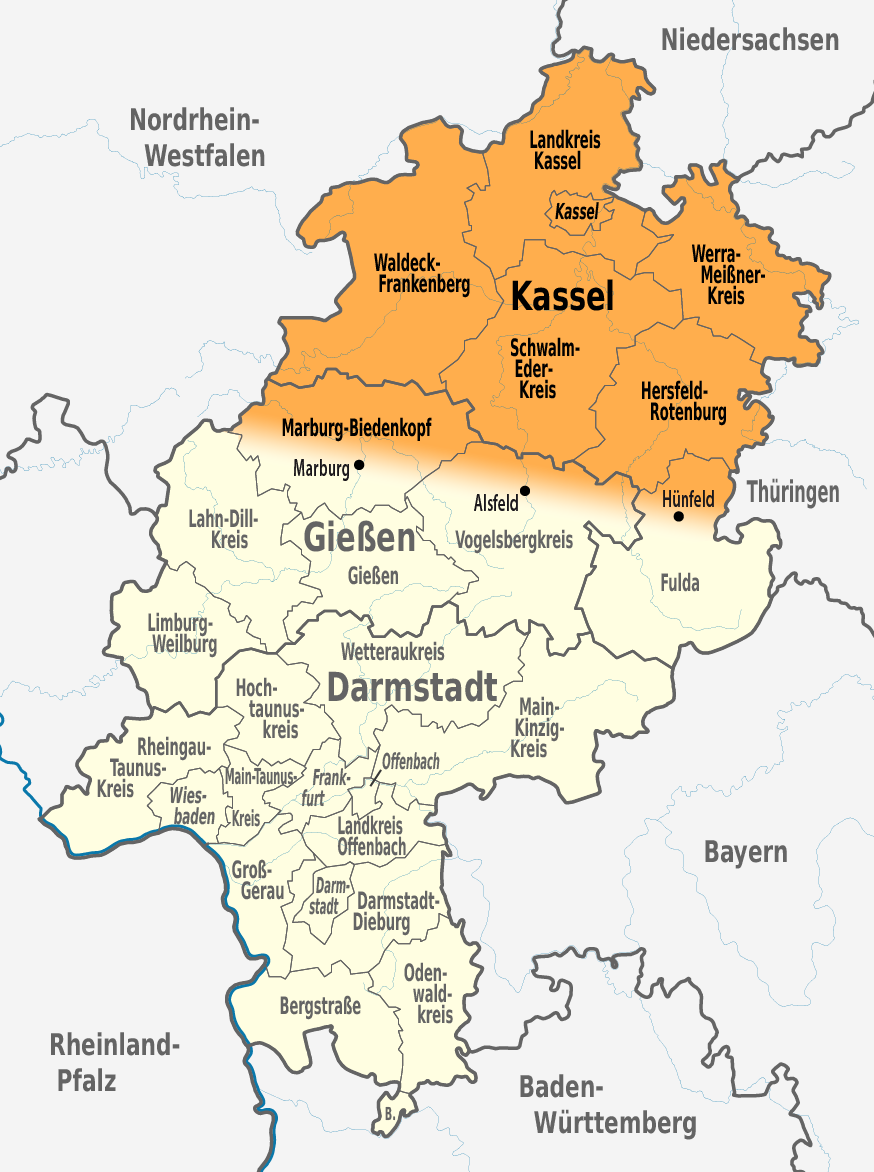
Nordhessen nach dem Vorschlag des Geographentages 1973

Nordhessen bezeichnet mit dem nördlichen Teil des Landes Hessen dessen historisches Kerngebiet. Die Region ist – im Gegensatz zu der Bezeichnung Niederhessen – keine historische Landesbezeichnung und keine bestehende einheitliche und offizielle Verwaltungsgliederung. 
Die Benennung wird heute häufig verwendet, manchmal mit dem Zweck der bewussten Abgrenzung gegenüber dem Rhein-Main-Gebiet, dem deutlich größeren Ballungsgebiet im südlichen Hessen. In Nordhessen wohnen über eine Million Menschen, die größte Stadt ist die ehemalige kurhessische Hauptstadt Kassel.

## Geographie

### Geographische Abgrenzung
Nordhessen ist nicht klar abgegrenzt: Insbesondere nach Süden, zu Regionsbezeichnungen wie Mittelhessen und Osthessen, sind Abgrenzungen oft widersprüchlich. Auf einem 1973 in Kassel abgehaltenen Geographentag, dessen „Festschrift“ unter dem Titel Beiträge zur Landeskunde von Nordhessen erschien, wurde unter Berücksichtigung von kulturräumlichen Gegebenheiten als ungefähre südliche Abgrenzung eine Linie Marburg (Landkreis Marburg-Biedenkopf) – Alsfeld (Vogelsbergkreis) – Hünfeld (Landkreis Fulda und damit die nördliche Vorderrhön) vorgeschlagen.
Als unumstritten gilt, dass – neben der kreisfreien Stadt Kassel – die nördlich dieser Linie gelegenen Landkreise Hersfeld-Rotenburg, Kassel, Schwalm-Eder-Kreis, Waldeck-Frankenberg und Werra-Meißner-Kreis geographisch zur Gänze zu Nordhessen gehören.

### Administrative Abgrenzungen

Der Regierungsbezirk Kassel und seine Landkreise

Da die Region Nordhessen geographisch betrachtet nicht abschließend definiert ist, gibt es je nach Aufgabenbereich unterschiedliche politische Abgrenzungen:
- Das Gebiet des Nordhessischen Verkehrsverbundes:
die Stadt Kassel und die oben genannten fünf Landkreise
- Das Polizeipräsidium Nordhessen:
die Stadt Kassel und nur vier der obengenannten fünf Landkreise, es fehlt der Kreis Hersfeld-Rotenburg
- Der Regierungsbezirk Kassel:
die Stadt Kassel, die oben genannten fünf Landkreise und der Landkreis Fulda
- Der Bezirk der Industrie- und Handelskammer Kassel-Marburg:
die Stadt Kassel, die oben genannten fünf Landkreise und der nach Einwohnern größere Teil des Landkreises Marburg-Biedenkopf (Altkreis Marburg)[1]

### Landschaft

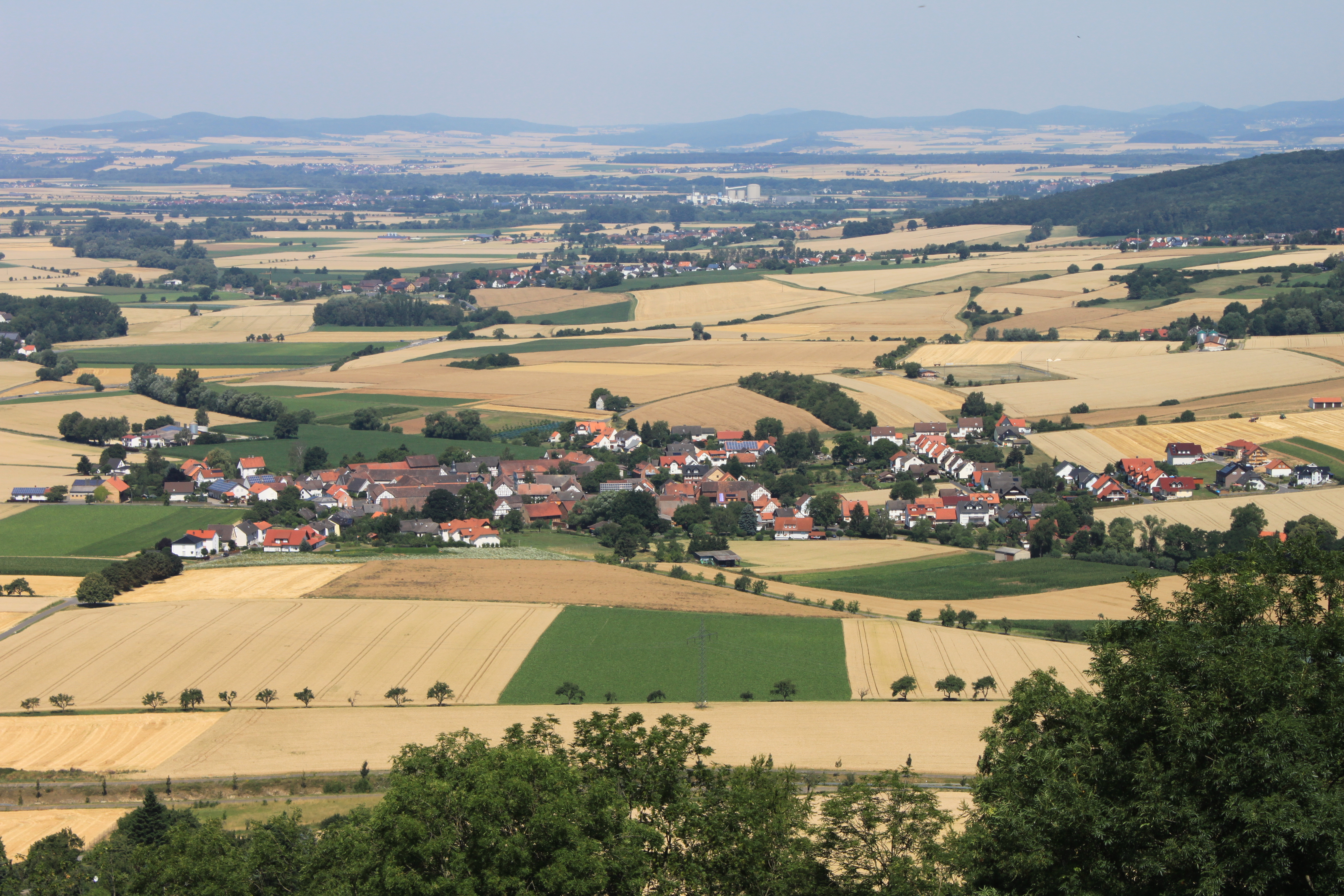
Landschaft bei Homberg (Efze)

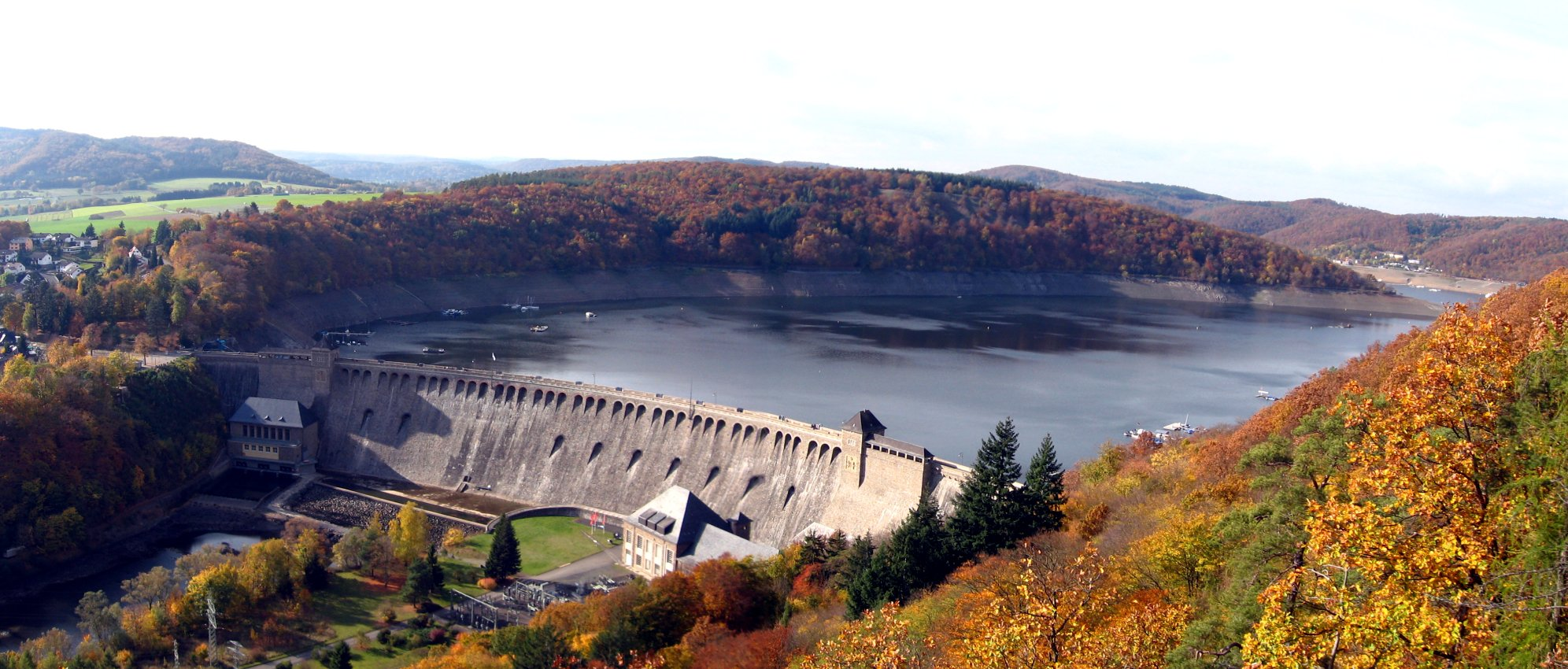
Edersee und Staumauer, Blick vom Uhrenkopf

Nordhessen ist durch eine waldreiche Mittelgebirgslandschaft geprägt. Folgende Gebirge durchziehen die Region (sortiert nach Maximalhöhe über Normalnull): Rothaargebirge (im Upland 843,2 m), Fulda-Werra-Bergland (mit Hohem Meißner 753,6 m), Kellerwald (675,3 m), Knüllgebirge (635,5 m), Habichtswald (614,7 m), Reinhardswald (472,2 m) und Burgwald (443,1 m). 
Der höchste Berg Nordhessens ist eine Frage der Auslegung und der Grenzziehung:
- Der höchste Berg im Regierungsbezirk Kassel ist die 950,2 m hohe Wasserkuppe in der Rhön.
- Zählt man gemäß der genannten Abgrenzung die Rhön nicht mehr zu Nordhessen, liegt der höchste Punkt Nordhessens auf 843 m Höhe am Langenberg im Rothaargebirge; allerdings liegt dessen Gipfel jenseits der Landesgrenze in Nordrhein-Westfalen.
- Der höchste unstrittig in Nordhessen gelegene Gipfel ist der dem Langenberg benachbarte Hegekopf mit 842,9 m.

Durch Nordhessen fließen die Flüsse Werra und Fulda, die sich in Hann. Münden zur Weser vereinen. Ein Nebenfluss der Fulda ist die Eder, die mit dem Edersee den flächenmäßig zweitgrößten Stausee Deutschlands bildet. Weitere Stauseen sind unter anderem Diemelsee und Twistesee.
In der Region befindet sich mit dem Nationalpark Kellerwald-Edersee der einzige Nationalpark Hessens. Zudem gibt es dort vier Naturparks (etwa von Nordwesten nach Südosten betrachtet): Naturpark Diemelsee, Naturpark Kellerwald-Edersee, Naturpark Habichtswald, Geo-Naturpark Frau-Holle-Land (Werratal.Meißner.Kaufunger Wald) und Naturpark Hessische Rhön.

### Größte Städte

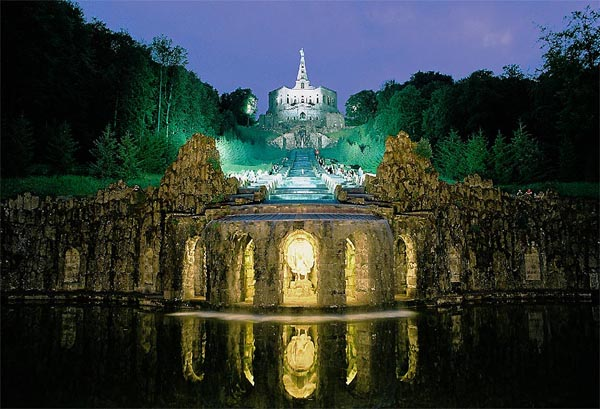
Der Herkules an der Wilhelmshöhe in Kassel

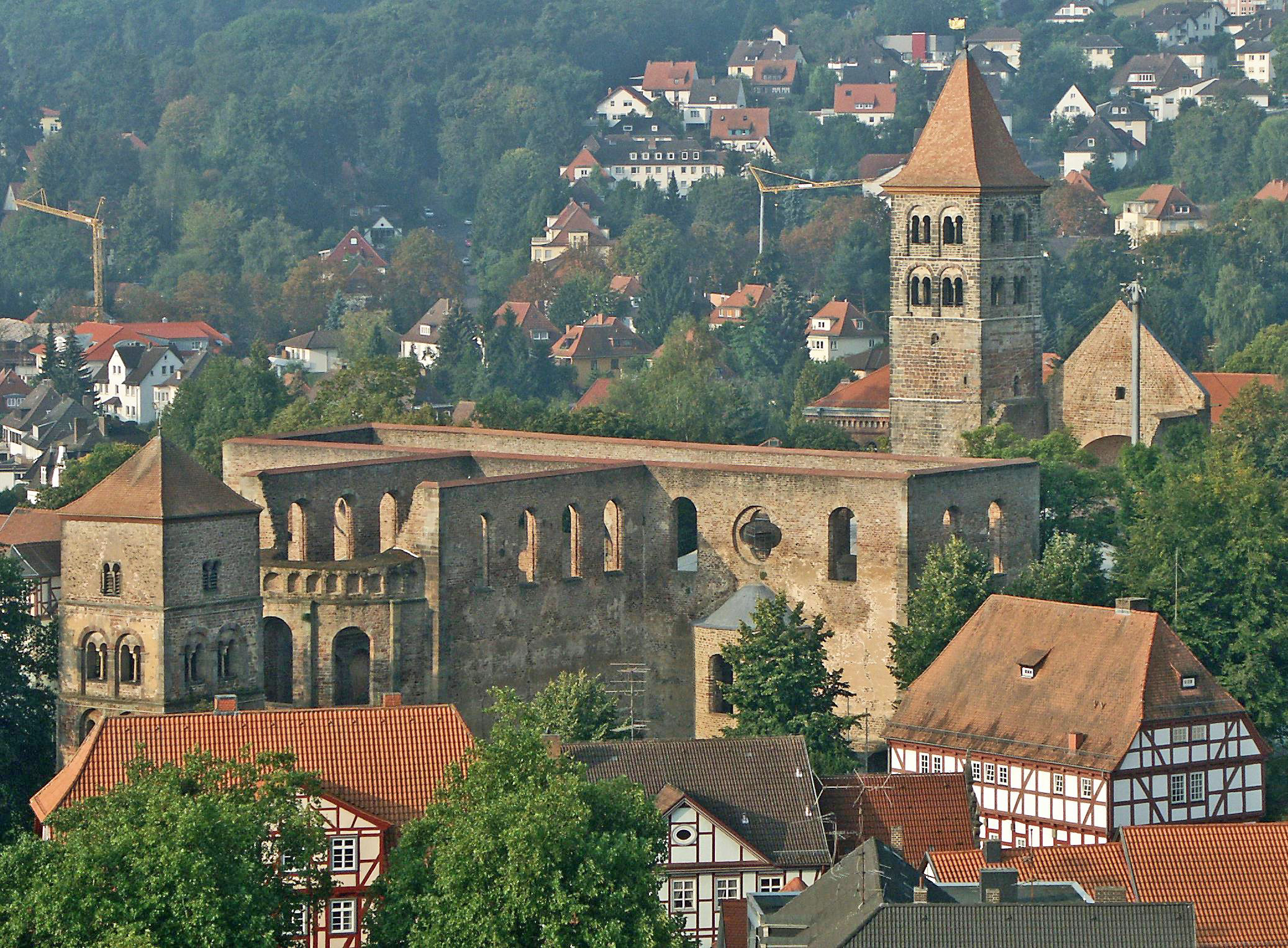
Die Stiftsruine in Bad Hersfeld

Nordhessen ist im Vergleich zum Rhein-Main-Gebiet dünner besiedelt und somit unter dem Durchschnitt des Landes Hessen. Wirtschaftlicher Mittelpunkt ist mit Abstand die Region Kassel, mit der Stadt Kassel und Vororten wie Lohfelden oder Baunatal. Folgende Städte haben mehr als 10.000 Einwohner:
(Gemeinden ohne Stadtrechte sind nicht aufgeführt.)
| Stadt                  | Landkreis                     | Einwohner |
| ---------------------- | ----------------------------- | --------- |
| Kassel                 | kreisfrei                     | 197.065   |
| Bad Hersfeld           | Landkreis Hersfeld-Rotenburg  | 30.857    |
| Baunatal               | Landkreis Kassel              | 27.811    |
| Korbach                | Landkreis Waldeck-Frankenberg | 23.130    |
| Eschwege               | Werra-Meißner-Kreis           | 18.851    |
| Vellmar                | Landkreis Kassel              | 17.708    |
| Schwalmstadt           | Schwalm-Eder-Kreis            | 18.385    |
| Frankenberg (Eder)     | Landkreis Waldeck-Frankenberg | 17.696    |
| Bad Wildungen          | Landkreis Waldeck-Frankenberg | 17.302    |
| Bad Arolsen            | Landkreis Waldeck-Frankenberg | 15.901    |
| Hofgeismar             | Landkreis Kassel              | 14.551    |
| Witzenhausen           | Werra-Meißner-Kreis           | 15.219    |
| Fritzlar               | Schwalm-Eder-Kreis            | 14.451    |
| Homberg (Efze)         | Schwalm-Eder-Kreis            | 14.752    |
| Bebra                  | Landkreis Hersfeld-Rotenburg  | 13.053    |
| Lohfelden              | Landkreis Kassel              | 13.837    |
| Rotenburg an der Fulda | Landkreis Hersfeld-Rotenburg  | 12.933    |
| Melsungen              | Schwalm-Eder-Kreis            | 14.011    |
| Wolfhagen              | Landkreis Kassel              | 12.602    |
| Borken (Hessen)        | Schwalm-Eder-Kreis            | 12.307    |
| Hessisch Lichtenau     | Werra-Meißner-Kreis           | 12.388    |
| Felsberg               | Schwalm-Eder-Kreis            | 10.366    |

### Größte Gemeinden

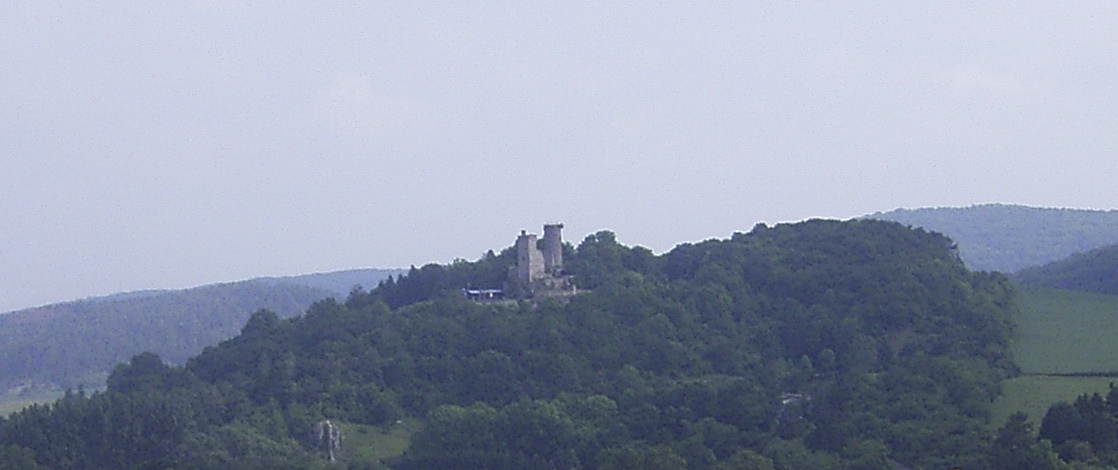
Ruine der Kugelsburg bei Volkmarsen (2011)

Eine Übersicht der größten Gemeinden nach Fläche findet sich in der Liste der 100 flächengrößten Gemeinden Hessens.

## Geschichte und Brauchtum

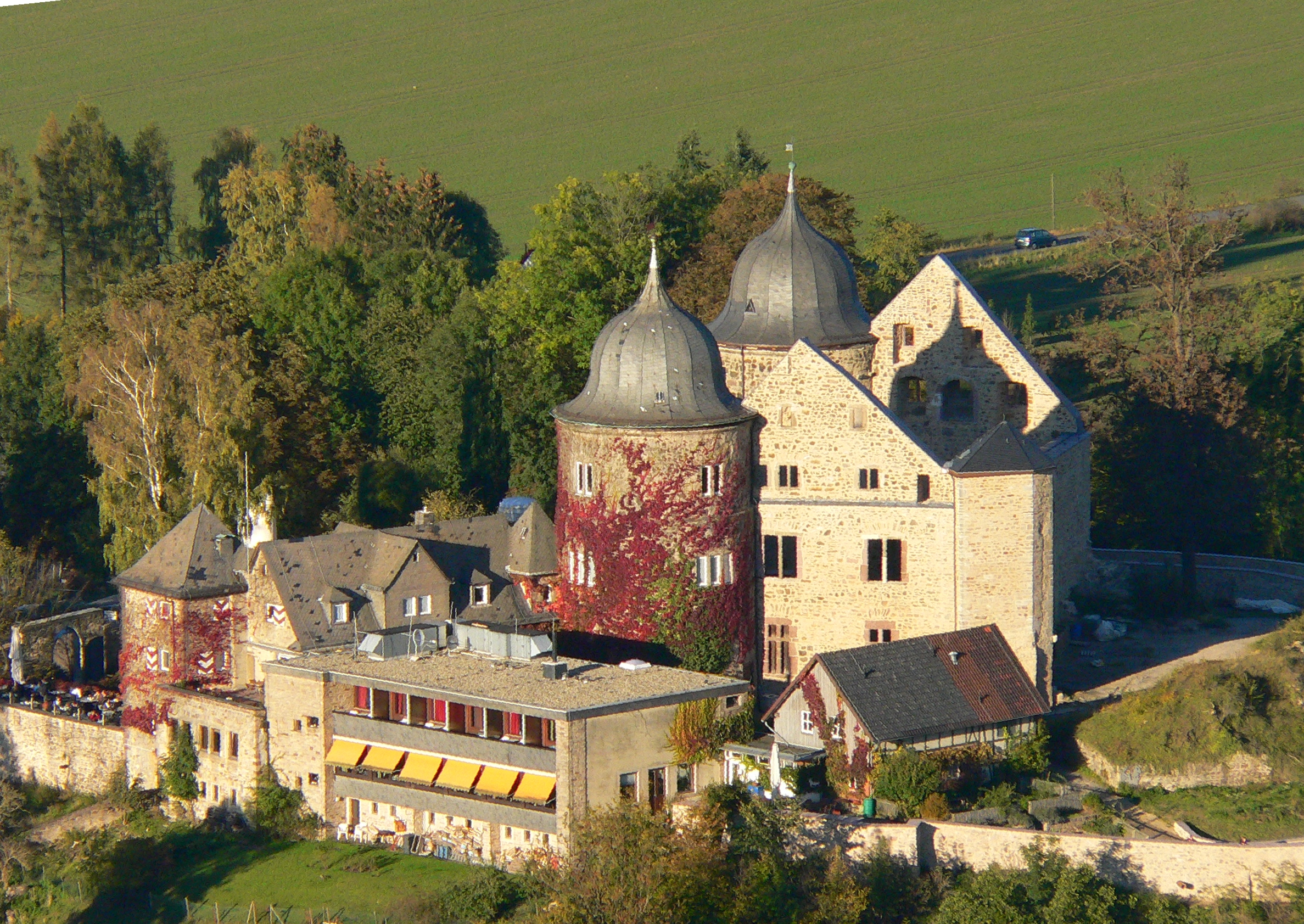
Die sagenumwobene Sababurg im Reinhardswald

Die heutige Region Nordhessen bildet historisch das Kerngebiet des späteren Landes Hessen. Es entspricht weitgehend dem Siedlungsgebiet der germanischen Chatten (Hessengau), deren Name sich durch Lautverschiebung im Frühmittelalter zum Wort „Hessen“ wandelte.
Nordhessen setzt sich hauptsächlich aus den historischen Gebieten Niederhessen, Fürstentum Waldeck und Teilen von Oberhessen zusammen; eine andere historische Beschreibung fasst Nordhessen als das vormalige Kerngebiet der Landgrafschaft Hessen-Kassel und des Fürstentums Waldeck. Nach 1866 ging das Kurfürstentum Hessen in der preußischen Provinz Hessen-Nassau auf. Als historische Bezeichnung innerhalb der Geschichtswissenschaft wird der Begriff Nordhessen für dieses Gebiet jedoch nicht verwendet, stattdessen spricht man von „Hessen-Kassel“ oder „Kurhessen“, was sich bis heute noch in Begriffen wie „Kurhessenbahn“ erhalten hat.

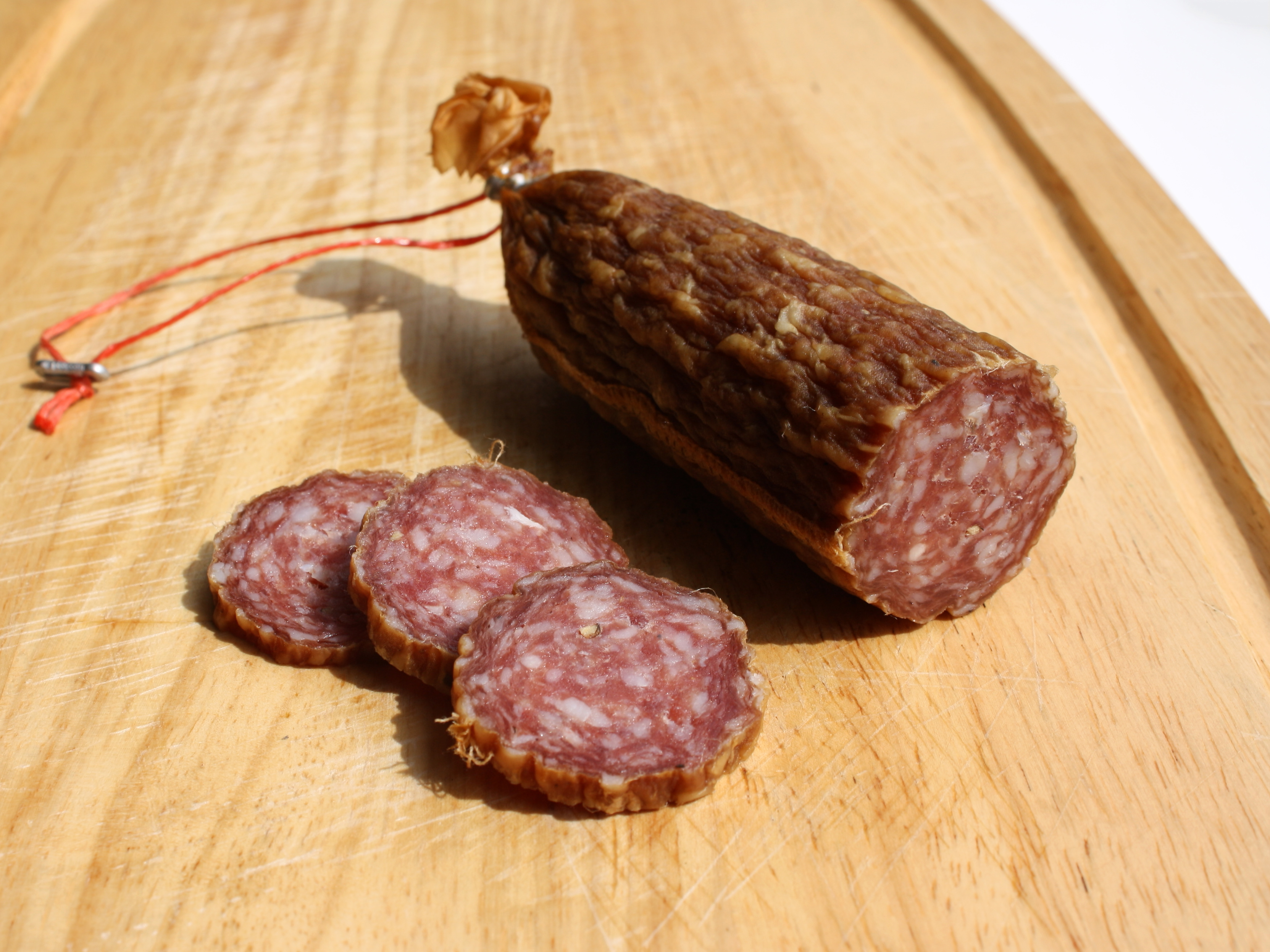
Ahle Wurst

Wenngleich Nordhessen ein integraler Bestandteil Hessens ist und sich auch die dortige Bevölkerung ebenso als Hessen versteht, gibt es einige kulturelle Unterschiede, vermutlich bedingt auch durch die verschiedenen hessischen Staaten in der Deutschen Geschichte. Anders als im Rest Hessens gibt es eine gewisse Orientierung hin zur alten Residenzstadt Kassel und nicht in das Ballungsgebiet um Frankfurt.
Kulinarisch ist Nordhessen für die Spezialitäten „Ahle Wurscht“ und „Weckewerk“ bekannt, die „Grüne Soße“ mit ihren sieben Geheimnissen wird zudem etwas anders zubereitet als im Süden des Bundeslandes. Architektonisch fällt der häufige Gebrauch des Fachwerks auf; so finden sich in Nordhessen neben zahlreichen Wohnhäusern auch viele Kirchen und andere Gebäude dieses Baustils: beispielsweise das Haus Marställer Platz 7, das letzte Fachwerkhaus der Kasseler Altstadt, das Jüdische Haus in Wanfried, das Hochzeitshaus in Fritzlar, das Heimatmuseum der Stadt Homberg oder das 10-türmige Rathaus in Frankenberg.

## Wirtschaft

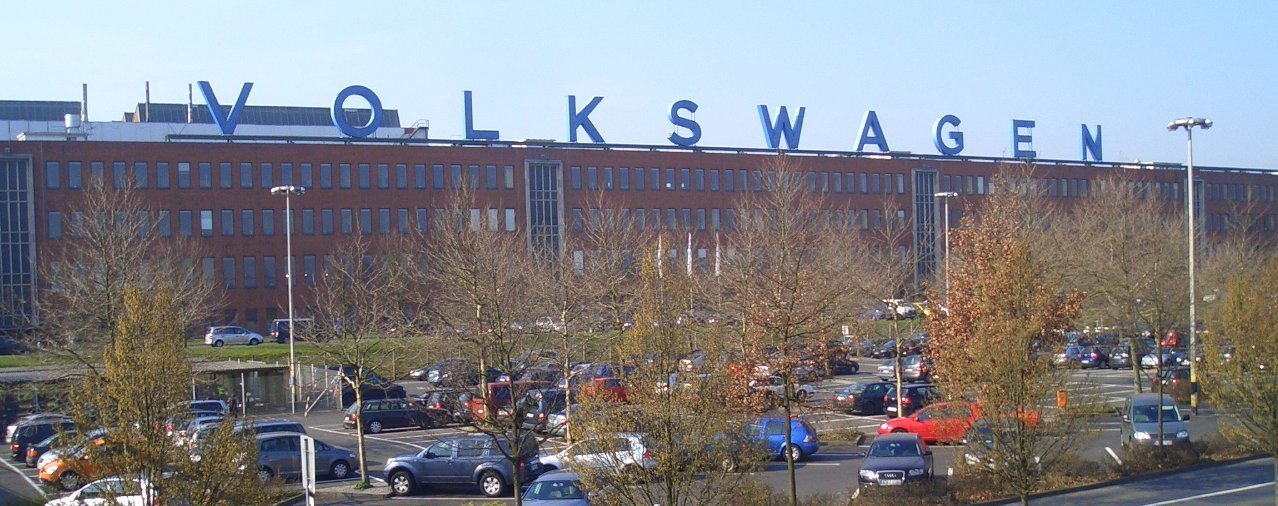
Volkswagenwerk Kassel

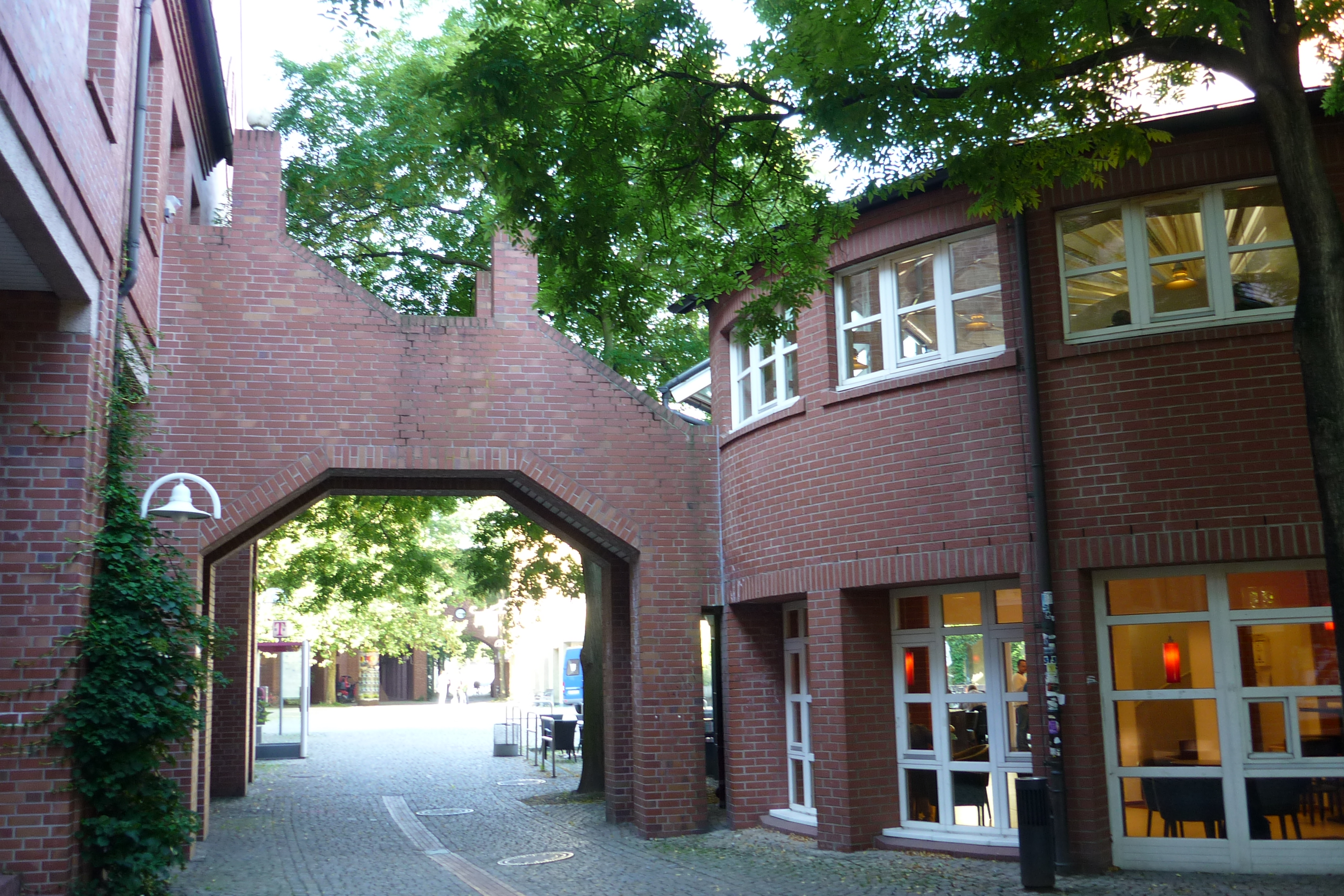
Universität Kassel

Traditionell war die Region Kassel, in der die Industrialisierung erst mit dem Anschluss an die Eisenbahn um 1850 einsetzte, durch ihre schnell an Größe zunehmenden Betriebe aus dem Bereich Lokomotiv- und Waggonbau, wie Henschel (eine Nachfolgefirma fertigte den Transrapid), Credé und Wegmann, später durch Maschinen- und Fahrzeugbau mit der Kanalisierung der Industrie zwischen dem Ersten und Zweiten Weltkrieg mit Fieseler und nach der Machtübernahme der Nationalsozialisten durch die Umstellung auf Rüstungsproduktion mit Rheinstahl und Krauss-Maffei Wegmann gekennzeichnet. In diesem Kontext gibt es heute das Volkswagenwerk Kassel in Baunatal, Daimler AG Werk Kassel und Bombardier Transportation Werk Kassel. Historisch bestand aber parallel dazu eine starke Textil- und Weberindustrie mit den Unternehmen Gottschalk&Co und Salzmann & Comp., sowie seit den 1920er Jahren der ENKA Spinfaser für chemische Garne. Aufgrund der geografischen Lage und der guten Infrastruktur sind jedoch seit den Umstrukturierungen durch globale Investitionsausrichtungen und Kapitalkonzentration andere Branchen gewachsen, darunter die Logistik. So entstand das Baunataler Original Teile Center der Volkswagen AG das europaweit größte Ersatzteilelager, das durch die Volkswagen Original Teile Logistik vernetzt wird, oder das Amazon.de Logistikzentrum in Bad Hersfeld. In diesem Bereich liegen auch zumeist die Betriebe in den von der Stadt und dem Landkreis Kassel gemeinsam erschlossenen Gewerbegebieten.

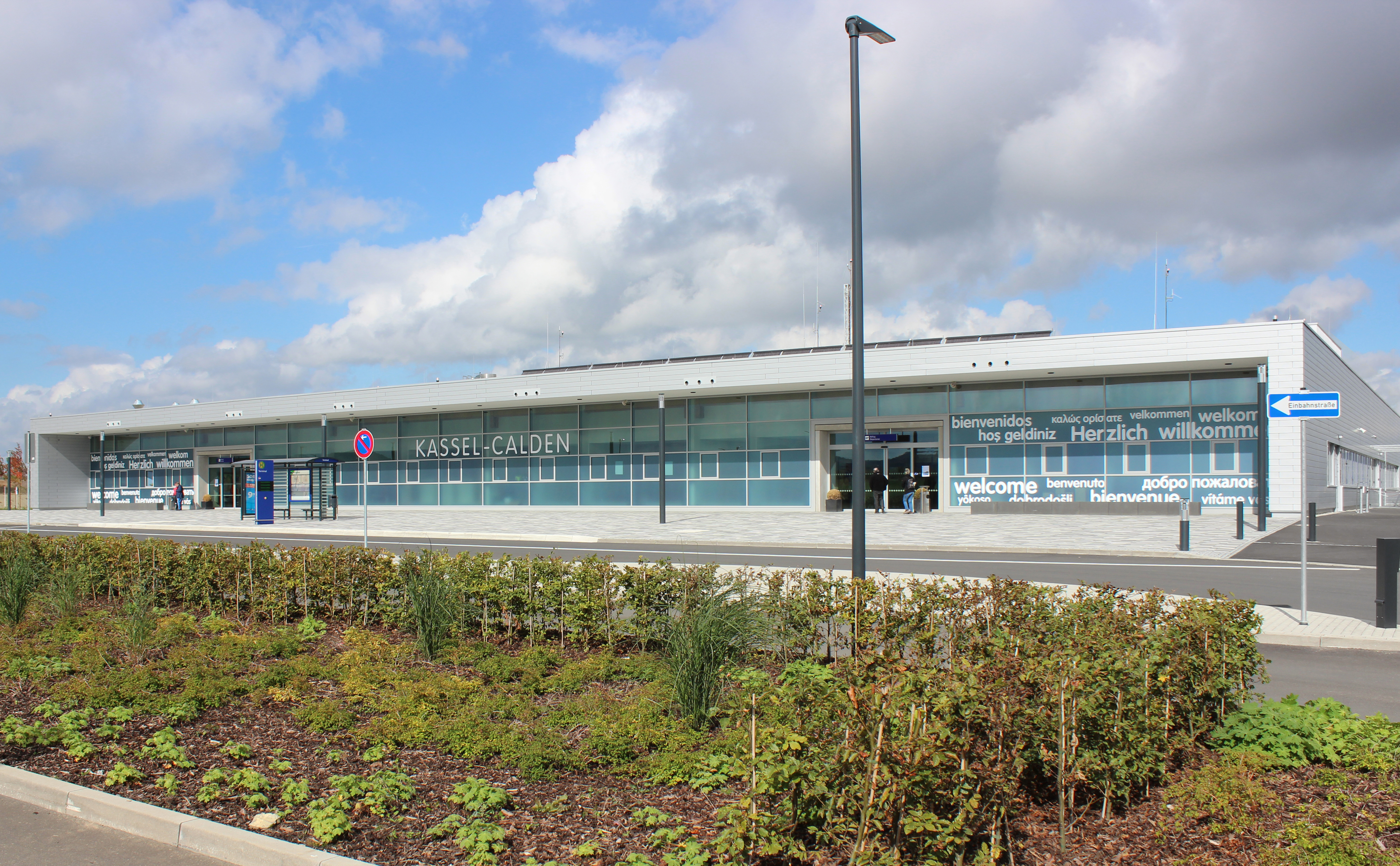
Flughafen Kassel-Calden

Andere Unternehmen umfassen K+S mit Hauptsitz in Kassel, Wintershall mit Hauptsitz in Kassel, Viessmann mit Hauptsitz in Allendorf (Eder), B. Braun Melsungen AG mit Hauptsitz in Melsungen und ein Continental Werk in Korbach. In Frankenberg befinden sich mit EWIKON und Günther zwei weltweit führende Unternehmen der sogenannten Heißkanaltechnik sowie auch die Firma Thonet, deren Gründer Michael Thonet die industrielle Fertigung von Stühlen entwickelte, lange bevor das Fließband Einzug hielt.
Eine Wachstumsbranche der Region sind die erneuerbaren Energien, begünstigt durch die frühzeitige Schwerpunktsetzung der Universität Kassel auf den Umweltbereich und entsprechende Fraunhofer Forschungsinstitute, etwa des Zentrum für Umweltbewusstes Bauen e. V. (ZUB). Darüber hinaus kam es zu erfolgreichen Forschungsausgründungen im Rahmen des ISET – Institut für Solare Energieversorgungstechnik. Die Firma SMA Solartechnologie hat sich im Bereich der Umwelt- und Energieregelungstechnik zu einem hervorgehobenen und innovativen Unternehmen entwickelt.

### Bergbau
In Hessen wird seit Jahrhunderten Bergbau betrieben. Im 21. Jahrhundert sind noch 283 Betriebe unter Aufsicht der hessischen Bergbaubehörden. Aktiver Bergbau in Nordhessen ist zum Kalibergbau im Werra-Kalirevier bis nach Fulda bekannt. Die Ausbeutung anderer Lagerstätten von Gesteins- oder Erzvorkommen wie Diabas, Schiefer, Eisenerz, Kupfer, Blei oder auch Gold wurde weitgehend eingestellt. In Nordhessen sind etliche Schaubergwerke für Besuche geeignet und tragen so zur wirtschaftlichen Förderung in den Regionen bei.

## Infrastruktur

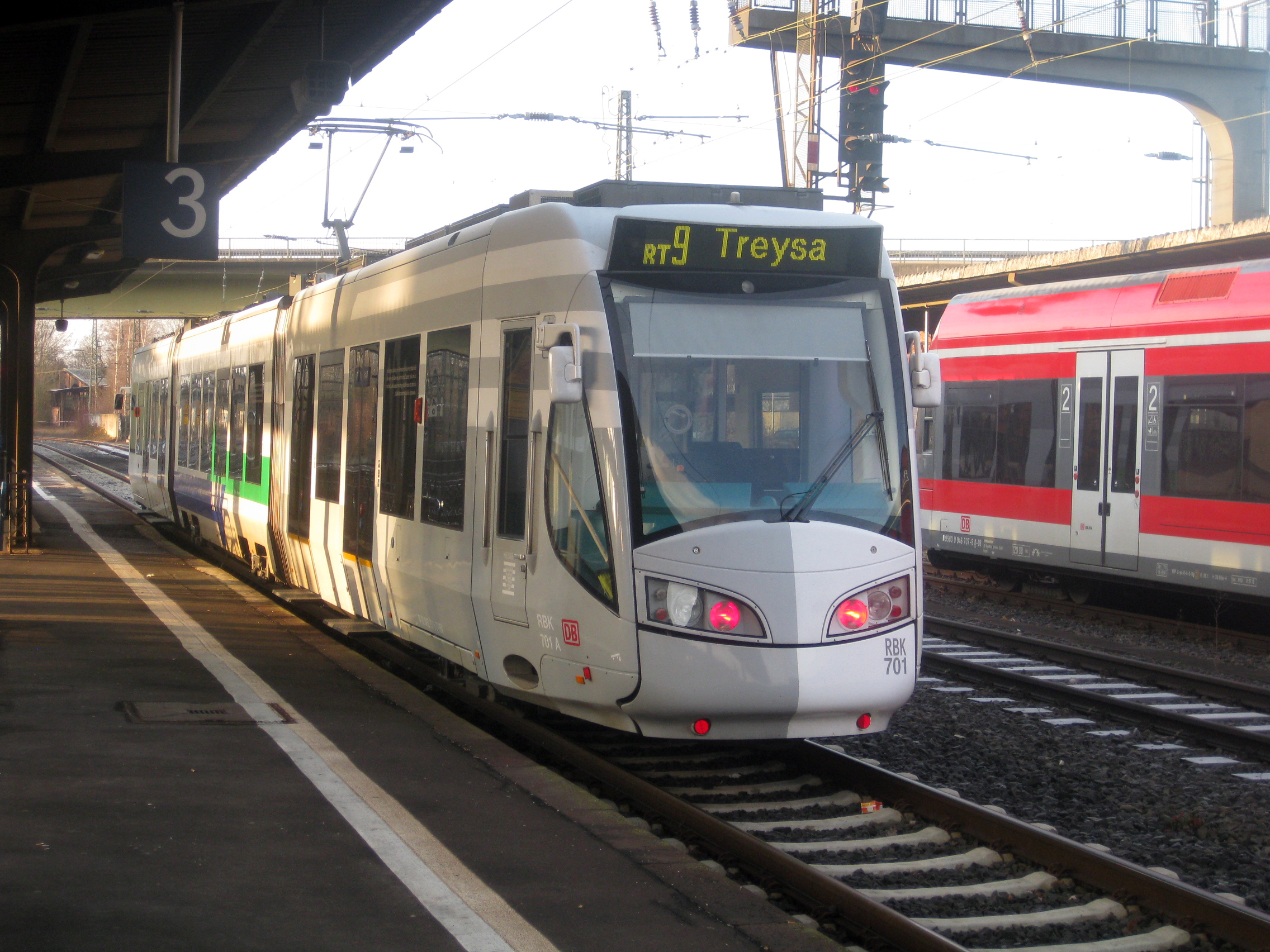
RegioTram in Wabern

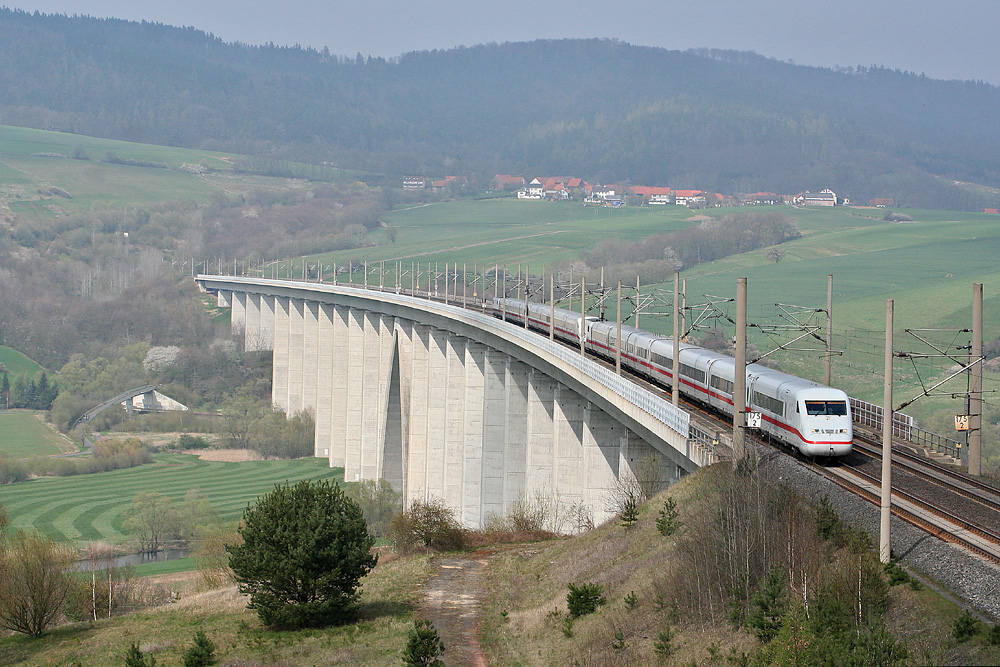
Fuldatalbrücke Morschen mit ICE 2

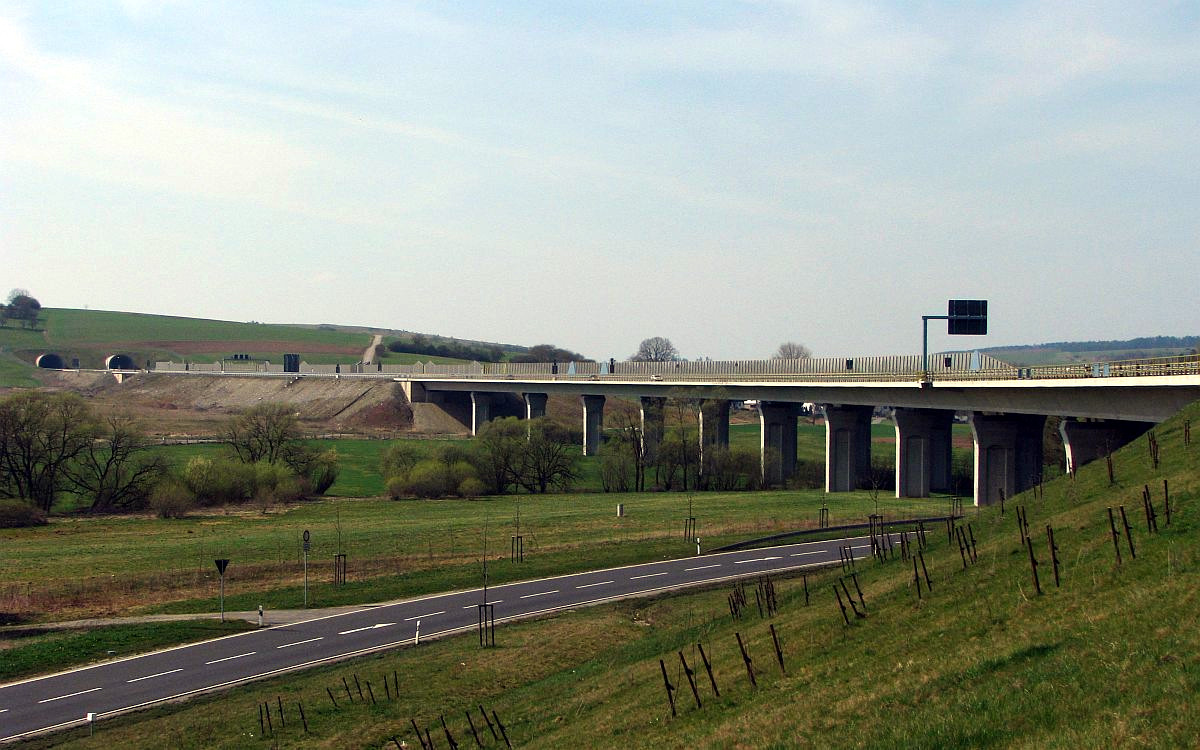
Bundesautobahn 44 bei Walburg

Die Region hatte durch ihre historisch gewachsene Bedeutung in der Eisenbahnindustrie ursprünglich ein dichtes Schienennetz, das infolge der Privatisierung seit den 1990er Jahren, der Investitionen in den Hochgeschwindigkeitsfernverkehr und der Ausschreibungen von Strecken im Zuge der Europäisierung zunehmend seine Bedeutung als Verkehrsträger eingebüßt hat.
In der Region besteht der Nordhessische Verkehrsverbund (NVV) als Aufgabenträger des Nahverkehrs und als Tarifverbund. Betreiber sind die Kurhessenbahn, die Hessische Landesbahn und die cantus Verkehrsgesellschaft.
Stillgelegt sind seit längerem die Eisenbahnstrecken Bad Karlshafen–Hümme, Eschwege–Treysa, Warburg–Sarnau (zw. Warburg und Volkmarsen) sowie Bad Hersfeld–Treysa. Die ebenfalls stillgelegte Bahnstrecke Kassel–Waldkappel durch das Lossetal wurde ab 1997 zwecks Integration in das Kasseler Straßenbahnnetz bis Hessisch Lichtenau wieder ausgebaut.
Auch die lange geschlossene Bahnstrecke Korbach–Frankenberg wurde im Jahr 2015 reaktiviert und bietet seitdem wieder eine durchgehende Verbindung aus dem Waldecker Land durch den Burgwald nach Marburg. Drei Linien der RegioTram Kassel nutzen sowohl Straßenbahngleise in Kassel als auch Schienenstrecken der Bahn zwischen Kassel Hauptbahnhof und Hofgeismar-Hümme, Zierenberg bzw. Wolfhagen und Melsungen.
Die wichtigsten Fernstraßen sind die A 7 in Nord-Süd-Richtung und die A 44 zwischen Dortmund und Kassel. Der Weiterbau von Kassel durch das Lossetal und den Werra-Meißner-Kreis zur A 4 bei Wommen wird derzeit als Verkehrsprojekt Deutschen Einheit gebaut.
Im Gebiet der Gemeinde Calden liegt der Flughafen Kassel-Calden, der seit 1970 als Verkehrslandeplatz bestand und bis 2013 zum Regionalflughafen umgebaut wurde.

## Politik
Das protestantisch geprägte Nordhessen galt in den Jahrzehnten seit 1945 als sozialdemokratische Hochburg, wobei anders als im Ruhrgebiet diese politische Prägung nicht vornehmlich auf ein Industrieproletariat zurückgeht. Die katholische Enklave Fritzlar ist eine christdemokratische Hochburg. Die Region steht im Gegensatz zur Region um Fulda, dem katholisch und eher konservativ bestimmten Osthessen. Das bundesweit zu beobachtende Abschmelzen solcher einst sicheren Parteibastionen hat in den letzten Jahren aber auch in Nordhessen stattgefunden. Bei den Landtagswahlen 2003 errang die CDU hier sogar fast alle Direktmandate, die die SPD bei der Wahl 2008 jedoch fast alle wieder zurückerobern konnte.